# 처의 모습
처의 모습은 한국에서 제작된 이창근 감독의 1939년 영화이다. 장진 등이 주연으로 출연하였다.

## 출연

### 주연
- 장진
- 김연옥
- 이영
- 박봉

## 제작진
- 녹음: 이창근